# Béla Patkó
Béla Patkó ps. Kiki (ur. 19 lipca 1957 w Budapeszcie) – węgierski wokalista.

## Życiorys
Karierę muzyczną rozpoczął w 1976 roku w amatorskim zespole Jeep, gdzie był wokalistą i grał na gitarze basowej. W 1980 roku został członkiem zespołu Óceán. Następnie krótko grał w zespole Nino. W 1983 roku trafił do zespołu Első Emelet. Zespół ten odniósł sukces na Węgrzech, a Patkó stał się sławny. W 1987 roku wraz z Ferencem Demjénem i kilkoma innymi wokalistami wykonywał piosenki do filmu "Mondd Love". Następnie Magneoton zaproponował mu nagranie piosenki do składanki Filmslágerek magyarul, na co Patkó przystał, śpiewając piosenkę w duecie z Eriką Zoltán. Zachęcony sukcesem Filmslágerek, wspólnie z Zoltán nagrał w 1994 roku album Boldog karácsonyt!. W 1995 roku nagrał solowy album pt. Szerelem-sztrájk. W 1998 roku rozpoczął pracę w radiu, a następnie prowadził talk-show. W latach 1999–2002 był członkiem grupy Csütörtök 12. W 2010 roku, po 20 latach, nagrał nową płytę z Első Emelet.
Amatorsko uprawia hokej na lodzie.

## Nagrody
- 1986: Węgierski Wokalista Roku (Popmeccs gála)
- 1987: Węgierski Wokalista Roku (Popmeccs gála)
- 1988: Węgierski Wokalista Roku (Popmeccs gála)
- 1989: Węgierski Wokalista Roku (Popmeccs gála)
- 1989: Węgierski Wokalista Roku (jako Kiki) (Popmeccs gála)
- 2000: Nagroda Specjalna ISM

## Albumy

### Solo
- Boldog karácsonyt! (1994)
- Szerelem-sztrájk (1995)

### Első Emelet
- Első Emelet 1 (1984)
- Első Emelet 2 (1985)
- Első Emelet 3 (1986)
- Első Emelet 4 (1987)
- Naplemez (1988)
- Turné '88 (1988)
- Vadkelet (1989)
- Kis generáció (1990)
- Best of (1997)
- Megyek a szívem után (2010)